# Тембей (водопад)
Тембей (исп. Tembey) — небольшой водопад на юго-востоке Парагвая, затерявшийся в чаще природного заповедника «Сальтос-дель-Тембей» (исп.  Parque Ecológico Saltos del Tembey). Расположен на одноименной реке (исп. Rio Tembey), которая, в свою очередь, впадает в реку Парана. Место не туристическое, малоизвестное даже среди парагвайцев, самостоятельно найти крайне сложно.
Водопад высотой около 4 метров имеет ширину 12 метров. Изначально был выше, но с образованием водохранилища плотины Ясирета и значительным повышением уровня вод Параны претерпел изменения. По утверждению местных жителей, 30 лет назад водопад был иным — с кристально чистой водой и без загрязнений, сегодня вода мутная, но все еще сохраняет свои прелести.

## Географическое положение
Водопад находится близ деревни Сан-Рафаэль-дель-Парана, в 10 км от города Ятитай (исп. Yatytay). Расстояние до Энкарнасьона — около 130 километров.